# Randers Kunstmuseum
Le Randers Kunstmuseum est un musée d'art danois fondé en 1887. L'institution est située à Randers (au nord-est du Jutland), au Danemark.

## Présentation
Le musée est situé dans le centre-ville et expose de nombreuses œuvres majeures de peintres danois, en particulier celles des XIXe et XXe siècles.
La collection présente les œuvres d'artistes, de préférence danois, s'échelonnant de 1790 à nos jours. Le Randers Kunstmuseum organise chaque année quelque quatre expositions d'artistes autochtones.